# Die Weltordnung Baha’u’llahs
Das Buch Die Weltordnung Baha’u’llahs enthält sieben Briefe von Shoghi Effendi, die zwischen 1929 und 1936 in Haifa auf Englisch an die Bahai des Westens geschrieben wurden. Laut diesem Buch ist diese Weltordnung Baha’u’llahs die göttliche Kultur, deren Errichtung die Hauptaufgabe des Bahai-Glaubens ist. Die Bahai-Verwaltungsordnung ist der Kern und das Modell dieser Weltordnung, die sich kaum merklich aus dem Wirrwarr und Chaos der gegenwärtigen Zivilisation erhebt. Das englische Original erschien 1938 unter dem Titel „The World Order of Baha’u’llah“. Revidierte Fassungen erschienen 1955 und 1973. Die deutsche Übersetzung wurde 1977 veröffentlicht und umfasst mehr als 300 Seiten.

## Inhalt
Nach einer Einführung und einem Vorwort zur Ausgabe 1955 von der Hand der Sache Horace Holley werden die sieben Briefe wiedergegeben.
Der erste Brief ist vom 27. Februar 1929 und ist an die Mitglieder des Nationalen Geistigen Rates der Bahai in den Vereinigten Staaten und Kanada gerichtet. Dieser Brief befasst sich mit dem Kitab-i-Aqdas und dem Testament Abdul-Bahas als Quellen der Bahai-Weltordnung, mit den örtlichen und Nationalen Häusern der Gerechtigkeit, der Institution des Hütertums, dem Daseinsziel und den Hauptaufgaben der Bahai-Institutionen sowie mit der prekären juristischen Situation der Bahai in Ägypten.
Der zweite Brief ist vom 21. März 1930 und ist an die Geliebten des Herrn und die Dienerinnen des Barmherzigen in der westlichen Welt gerichtet. Der Brief behandelt die Angriffe auf den Bahai-Glauben und den Unterschied zwischen der Bahai-Weltordnung und den geistlichen Organisationen des Christentums und des Islam. Außerdem diskutiert Shoghi Effendi die Anpassungsfähigkeit des Verwaltungsapparates des Bahai-Glaubens. Er zitiert in diesem Zusammenhang Aussagen von Abdul-Baha und Baha’u’llah, die es dem Haus der Gerechtigkeit erlauben, Gesetze, die nicht ausdrücklich im Buche offenbart sind, in Kraft zu setzen oder wieder aufzuheben.
Der dritte Brief ist vom 28. November 1931 und ist an die Gefährten im Glauben Baha’u’llahs gerichtet. Shoghi Effendi brachte diesen Brief im Zusammenhang mit dem 10. Todestag Abdul-Bahas. Im Brief wird ausführlich der desolate Zustand der Welt aufgezeigt und dass, basierend auf dem Bahai-Prinzip der Einheit der Menschheit, ein föderalistischer Welt-Überstaat zu entwickeln sei. Die Bildung des Welt-Überstaates wird mit der Bildung der Vereinigten Staaten verglichen.
Der vierte Brief ist vom 21. März 1932 und ist an die Geliebten Gottes und die Dienerinnen des Barmherzigen in den Vereinigten Staaten und in Kanada gerichtet. Darin wird Amerikas Beitrag für den Bahai-Glauben beschrieben und noch einmal die Beziehung dieser Offenbarung zu denen der Vergangenheit erklärt. Außerdem wird die Stufe des Bab dargelegt, die Beziehung der Bahai gegenüber der Politik erklärt und auf den erfolgreichen Abschluss in der Errichtung des Hauses der Andacht in Wilmette (Illinois) gedrängt.
Der fünfte Brief ist vom 21. April 1933 und ist an die Geliebten des Herrn und die Dienerinnen des Barmherzigen in den Vereinigten Staaten und in Kanada gerichtet. Darin wird hauptsächlich die Rolle behandelt, die Gott Amerika in diesem Zeitalter zu spielen bestimmt hat. Es wird unter anderem an die erste öffentliche Erwähnung Baha’u’llahs auf dem amerikanischen Kontinent im Jahre 1893 und die Reisen Abdul-Bahas in den Westen erinnert und die Erfolge rekapituliert, die bereits von dieser Gemeinde für den Glauben errungen wurden.
Der sechste Brief ist vom 8. Februar 1934 und ist an die Geliebten Gottes und die Dienerinnen des Barmherzigen im Westen gerichtet. Darin wird die Natur des religiösen Systems von Baha’u’llah, die Offenbarungen der Vergangenheit, die Stufe des Bab und Abdul-Bahas sowie die Verwaltungs- und Gesellschaftsordnung erläutert.
Der siebte und letzte Brief ist vom 11. März 1936 und ist an die Geliebten und die Dienerinnen des Barmherzigen überall im Westen gerichtet. Es ist eine weitere Darstellung über den Zustand der Welt, der offenbare schnelle politische, wirtschaftliche und sittliche Zerfall darin, und die Schwächung sowohl des Christentums als auch des Islam.